# Formica immersa
Formica immersa é uma espécie de formiga do gênero Formica, pertencente à subfamília Formicinae.